# Guanakofell

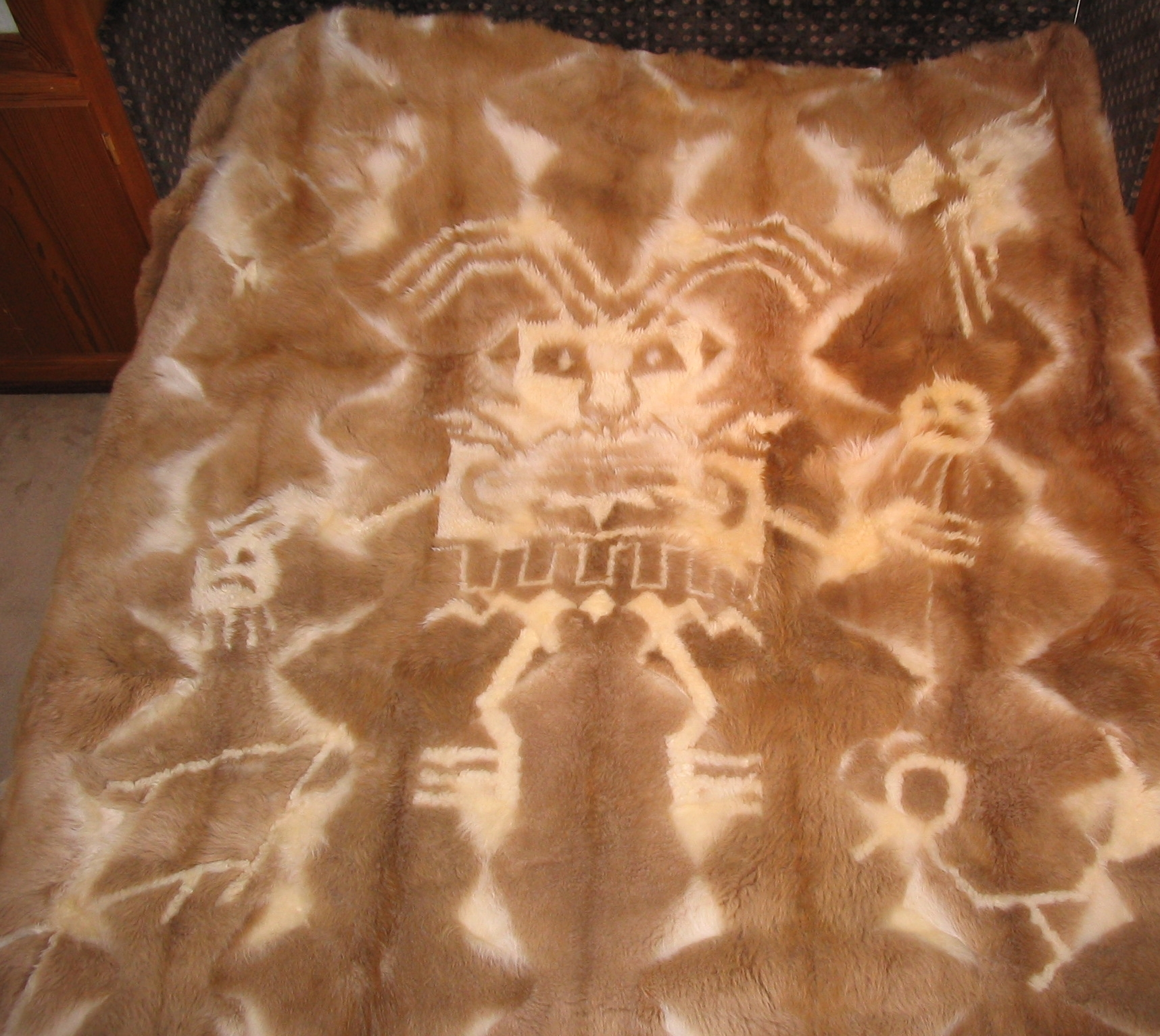
Guanakodecke, deutsche Arbeit (vor 1977)

Das zu den höckerlosen Kamelen zählende Guanako lebt ausschließlich in den Anden Südamerikas bis zu einer Höhe von 4000 m (zu 95 % in Argentinien). Es werden fast nur die Felle der Jungtiere gehandelt, im Heimatland und gelegentlich noch im internationalen Rauchwarenhandel unter dem Namen Guanaquitos. Neben dem Fell wird auch das Fleisch genutzt, sowie von Tieren, die sich Lama- oder Alpakaherden zugesellen, die Wolle.
Von den beiden anderen Lamaarten, Alpaka und Vikunja (Vicunja), schrieb Emil Brass 1911, dass das Vikunjafell zu sehr hochwertigen Pelzdecken verarbeitet wird, aber nur verhältnismäßig selten in den Rauchwarenhandel kommt. Vom Alpaka werde nur die Wolle verwertet.
Das Guanako steht im Anhang II des Washingtoner Artenschutz-Übereinkommens, das Fell darf nur mit der Exportgenehmigung des Ursprungslands gehandelt werden.

## Fell

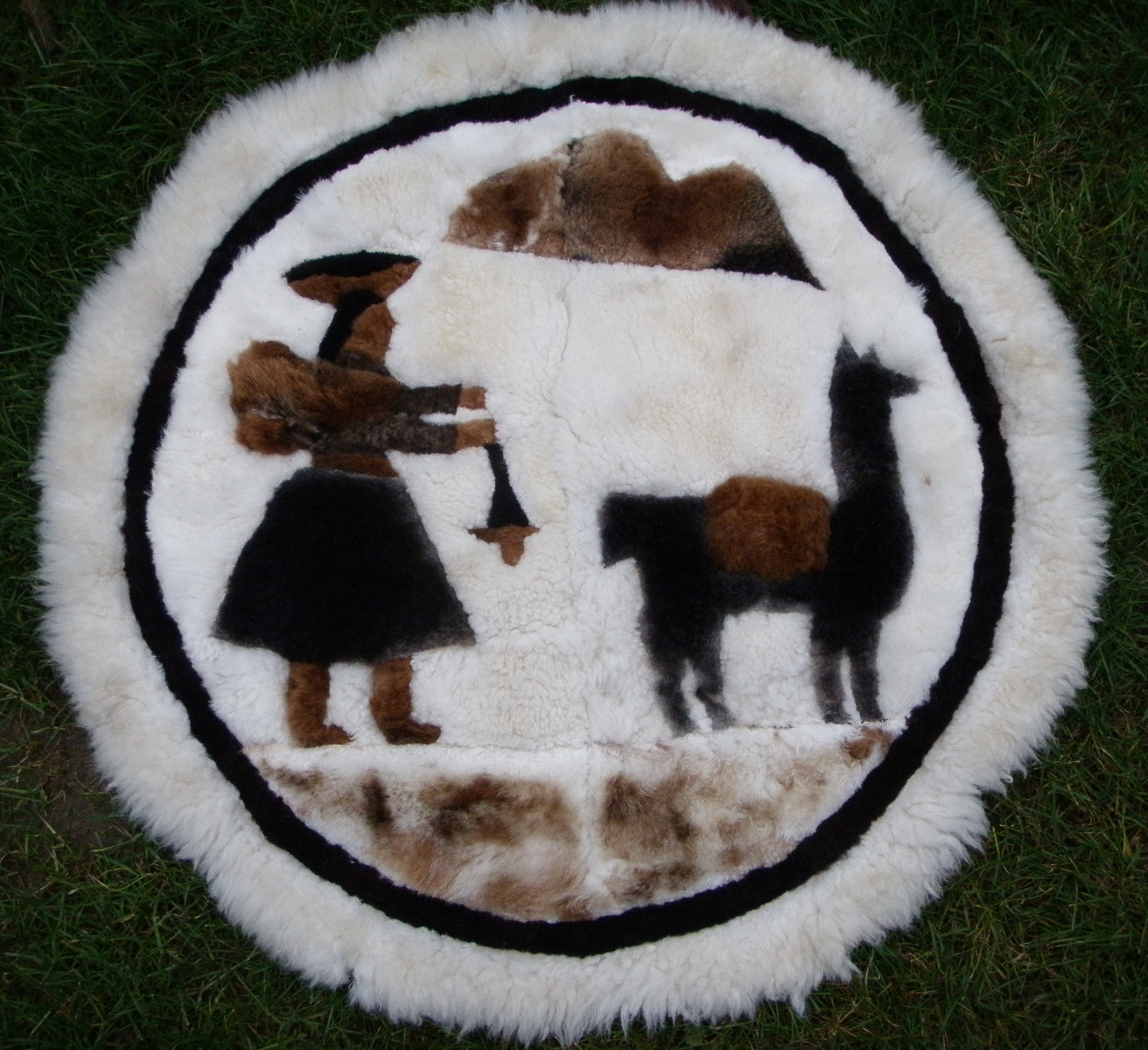
Vorleger aus Guanako- oder Alpakafell, Durchmesser 83 cm (ca. 1990)

Die Felllänge des ausgewachsenen Guanakos beträgt 1,80 bis zu 2,25 m, hinzu kommt der Schwanz von 15 bis 25 cm. Die für die Pelzverarbeitung verwendeten Jungtierfelle sind etwa 1 m lang.
Die Haarfarbe ist hellrötlichbraun, scharf abgegrenzt davon ist die weiße Bauchseite und die Innenseite der Oberschenkel. Das Oberhaar des Jungtiers ist kaum ausgebildet. Das flaumig gewellte Haar der Jungtierfelle ist feinseidig weich. Bei Regen saugt es sich schnell voll, was übrigens für alle Kamelarten gilt. Mit zunehmendem Alter wird es stumpfer und wolliger; auch ist das Leder älterer Tiere wesentlich schwerer. Das Fell erwachsener Tiere hat eine ebenfalls gekräuselte Unterwolle und leicht gewelltes Grannenhaar.
Der Haltbarkeitskoeffizient wird mit 50 bis 60 Prozent angegeben. Bei einer Einteilung der Pelztiere in die Feinheitsklassen seidig, fein, mittelfein, gröber und hart wird das Guanakohaar als fein eingestuft.
Max Bachrach unterscheidet nach dem Herkommen:
Río Gallegos. Südliches Santa Cruz bis in die Gegend Punta-Arenas der Meerenge von Magellan. Besten. Mittelrötlichbraun, etwas dunkler als in der Gegend näher zu Punta Arenas.
Punta Arenas.
Santa Cruz (sogenannte Feuerlandfelle) und der südwestliche Teil der Chubut liefern den zweitbesten Typ, die Qualität ist etwas schwächer; jedoch die Farbe erheblich kräftiger.
Chubut. Die erheblich kräftigere Farbe trifft vor allem auf die Felle von Chubut zu, sie sind sehr rot, fast kupferfarben.
Rio Negro. Ebenfalls rötlich; aber erheblich dünner in der Qualität und sehr grob.
Pampas. Ähnlich wie Rio Negros, aber sehr blass, sie wirken mehr rosa als rot.
Die Felle kommen immer bereits zugerichtet (gegerbt) in den Welthandel.

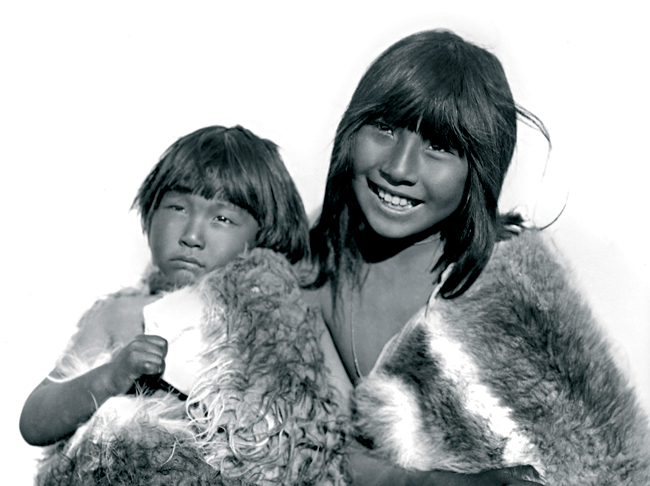
Selk’nam (Feuerland-Indianer) mit Guanakofell (1898)

## Verarbeitung und Verwendung

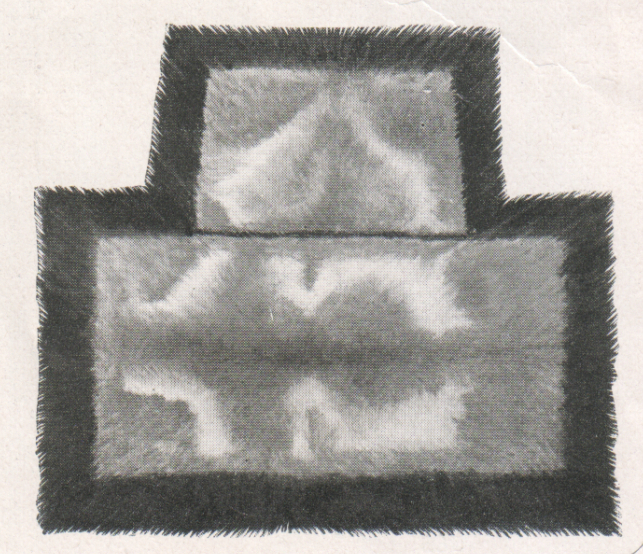
Schreibtischvorleger aus eineinhalb Guanakofellen (Herpich, Berlin 1910 (Zeichnung))

Die ungewöhnliche Fellform und Farbverteilung (hellrötlichgelb und weiß) stellen an den Kürschner besondere Herausforderungen. Die meisten Felle kommen bereits zu Decken gearbeitet aus Argentinien zu uns in den Handel, der Rumpf mit den Beinteilen zu dem für Guanakoplaids typischen Muster ineinander gefügt.
1911 heißt es bei Brass:
Die Felle der ausgewachsenen Tiere werden hauptsächlich lokal verbraucht. So bestanden z. B. die großen geräumigen Zelte, die „Tolodos“ der Pampas-Indianer, der Pechnechen und Moluchen (= Mapuchen??) aus Guanakofellen, ebenso ihre Lagerstätten. Aus den Fellen der jungen Tiere fertigen die Indianerfrauen sehr hübsche Decken, die weich gegerbt, sehr geschmackvoll zusammengesetzt und auf der Lederseite hübsch mit geometrischen Mustern bemalt waren.

### Der Quillango

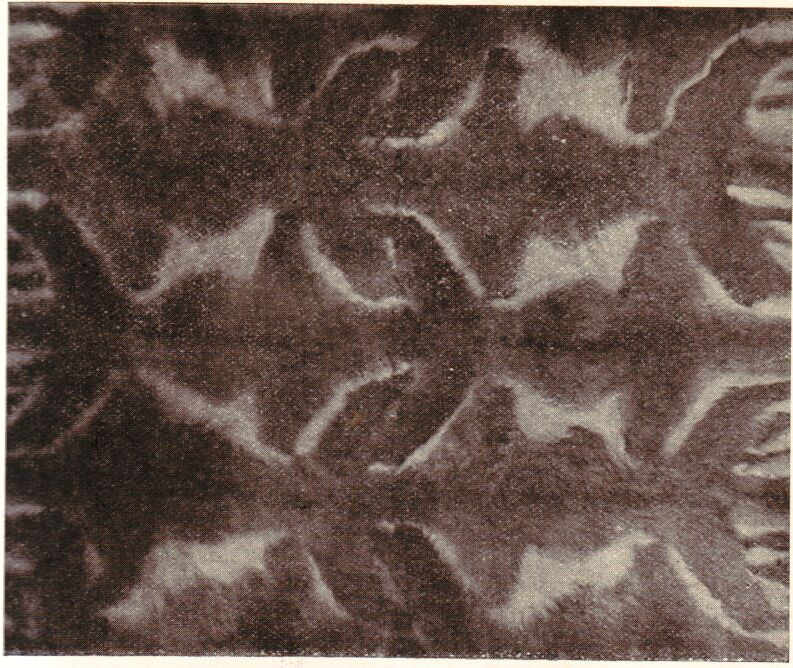
Quillango aus 8 Guanakofellen.
Arbeit südamerikanischer Indianer. Die Felle (von ungefähr 4 Monate alten Tieren) sind in einer Weise zusammengesetzt, dass der Kopf des einen Felles immer neben den Pumpf des Anderen zu stehen kommt. Zwei Höhen zu vier Fellen. Die weißen Bauchpartien bilden die helle Zeichnung. Alle Näthe sind mit Tiersehnen gemacht. Der Quillango dient den Indianern als Überwurf gegen die Unbill der Witterung. (Ca. 1905)

Die Einheimischen hüllten sich in weite Guanakodecken, die Quillangos; sie waren Bestandteil der Nationalkleidung. Der südamerikanische Rinderhirt oder Gaucho verwendete sie als Satteldecke, in kalten Nächten wickelte er sich darin ein.
Christine Papp trug über den Guanakoquillango bei den Tehuelchen in ihrer Dissertation zusammen:
Ibar Sierra nannte den Quillango, dessen Herstellung er beschrieb, Sokga. 15 bis 20 Guanako-Jungtierfelle nähten die Indianerinnen sorgfältig so zusammen, dass die Fellzeichnung harmonierte und das fertige Stück angenehm anzusehen war. Das frisch abgezogene Fell wurde sofort mit vielen Holzpflöcken in die gewünschte Form gespannt. Nun wurde das Fell geknetet, gefaltet und gerieben, bis es weich und geschmeidig war. Mit einem Pfriem machte eine von Sierra beobachtete junge Witwe kleine Löcher in die Felle, deren Ränder sie bemalt hatte, durch die sie dünne, aus Guanakosehnen gefertigte, Fäden zog. Beine, Hals- und Kopfstücken wurden genau so sorgfältig bearbeitet wie die größeren Fellstücke. Die trockenen Häute machten die alten Frauen mit scharfen aber abgerundeten Stein- oder Glasschabern geschmeidig. Nach dem Trocknen und Bleichen wurden sie mit Straußen- oder Stutenleber, manchmal auch mit Stutenfett, eingerieben und durch Aneinanderreiben weich gemacht. Etwa 13 Felle wurden anschließend so zugeschnitten, dass sie in einem großen Viereck, Kopf zu Schwanz, genau ineinander passten. Ein fertiger Quillango war durchschnittlich etwa 1,60 × 1,80 Meter, bis zu 1,80 × 2 Meter groß (Martinic 1995, S. 253).
Die trotz des kunstvollen Ineinanderfügens abfallenden Fellteile wurden ebenfalls verwendet. Das Maulwurfsbraun der Vorderköpfe, das leuchtende Weiß der Flanken und der Bäuche, das Gelbbraun der Beine wurden zusammen mit kleinen Skunksfellen, wilden Katzen und anderen heimischen Fellen zu beeindruckenden, geschmackvollen Mustern verarbeitet (Hatcher 1869/1903, S. 270).

Immer wird die Bemalung auf der Lederseite besonders hervorgehoben, reich mit Figuren geschmückt (Falkner 1774); Karos in verschiedenen Farben, z. B. fleischfarben und blau (Pineda 1789/1971), mit bunten Figuren ornamentiert (Pineda 1789); einzigartig das immer in vollkommener Regelmäßigkeit ausgeführte Dekor, aus geraden, in verschiedene Richtungen gewendeten Linien bestehend. Figuren und Linien, Quadrate und Dreiecke in symmetrischer Anordnung ergaben ein mosaikartiges Aussehen in wunderbarer spiegelgleicher Anordnung, hauptsächlich in braun (wahrscheinlich gebrannte Ockererde), schwarz und weiß (Fitz-Roy 1839), aber auch rot, blau, grün, gelb, weiß, manchmal himmelblau, rosa und grau (Martinic 1995). Es wird berichtet, wie eine Frau, ohne sich vorher eine Skizze aufzuzeichnen, die Muster mit dünnen Stiften direkt auf der Fleischseite des Fells aufmalte. Mit den mit Speichel angefeuchteten Stiften trug sie die verschiedenen Erdfarben auf das Leder auf. Wenn sie elf oder dreizehn Felle fertiggestellt hatte, wurden sie mit solcher Geschicklichkeit zusammengefügt, dass man beim fertigen Stück nicht die kleinste Falte entdecken konnte.(Hatcher 1896/1903:269f.) Dabei hatte jedes Muster seinen bestimmten Platz, jedoch unterschieden sich die Muster bei den verschiedenen Ethnien. – Gelegentlich waren auch die auf der Haarseite durch Abrieb entstandenen Kahlflächen bemalt.

Im Lauf des 19. Jahrhunderts wurden Guanakodecken und Mäntel der wichtigste Handelsartikel der Tihuelche, der Export erlebte um 1870 einen Höhepunkt und brach dann zusammen. Heute findet man nur noch wenige Felle in Museen und bei privaten Sammlern. (Prieto 1997: S. 185)

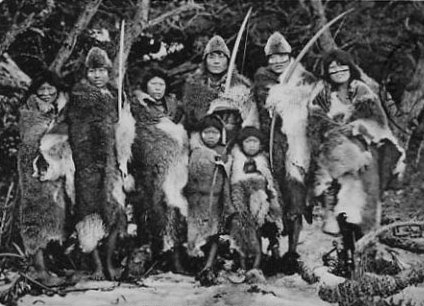
Selk’nam, die Erwachsenen bekleidet mit Guanakofellen ausgewachsener Tiere sowie Guanakomützen (ohne Datum)

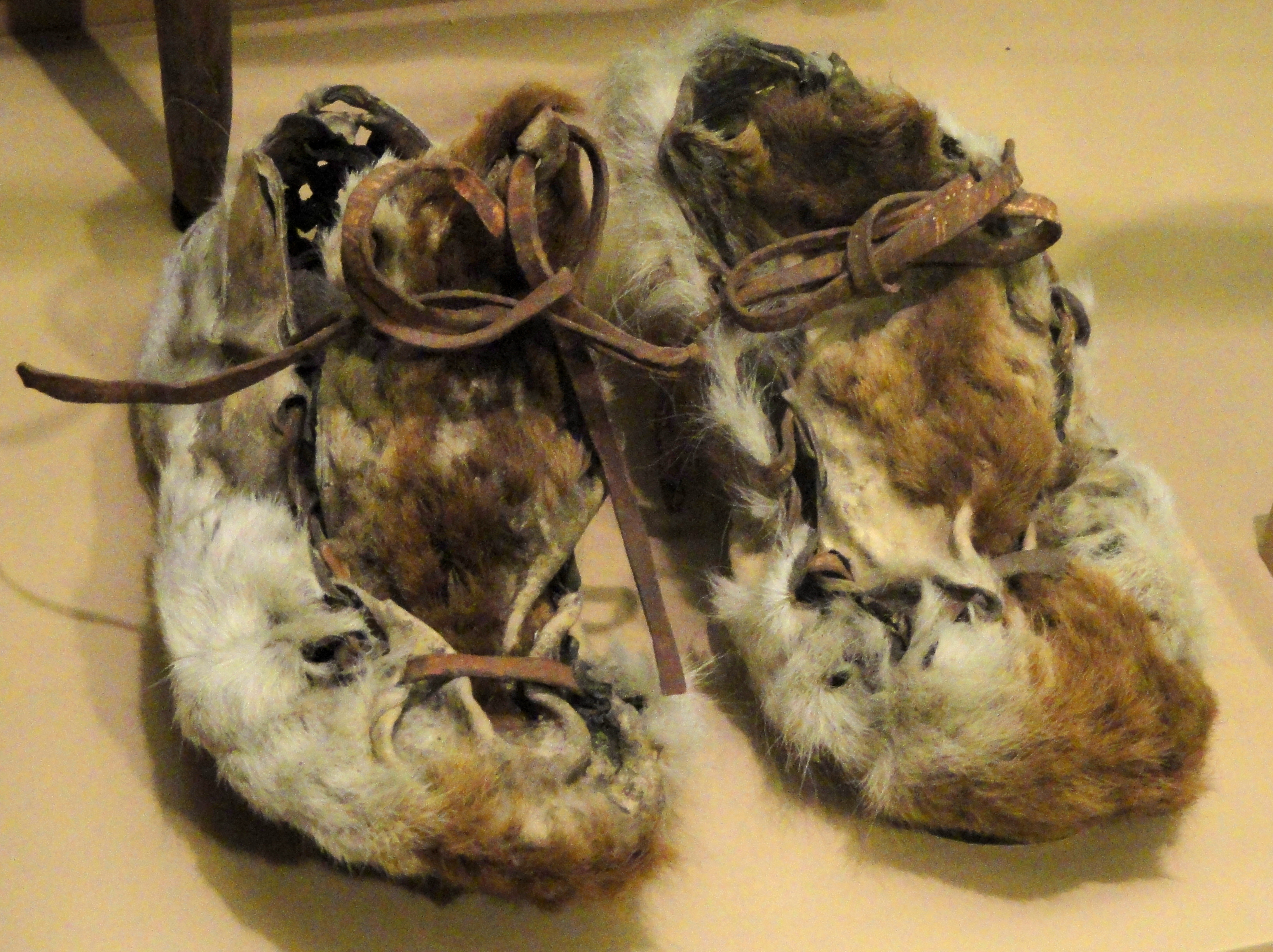
Guanako-Winterschuhe der Selk’nam

Weiter berichtet Brass, dass, nachdem die Indianer in Argentinien so zusammengeschmolzen sind, nur noch einige dieser Decken auf den Markt kamen. Dagegen wurden die Felle der jungen Guanaquitos stark exportiert, damals noch roh, um dann hauptsächlich in Berlin und Leipzig zugerichtet zu werden. Bevor die Kraftfahrzeuge beheizbar waren, erfuhren sie als Autodecken einige Beliebtheit, seitdem als Wohnaccessoire für Sofas und Schlafzimmer.
Hermann Deutsch schreibt 1930 in seinem Kapitel über Guanako (Huanako) und die in Deutschland wenig verbreiteten Kenntnisse der Verarbeitung:
Meines Wissens ist bisher in keinem Fachbuch die Verarbeitung des Guanakos beschrieben, wohl hauptsächlich aus dem Grunde, da sie für den Kürschner fast gar nicht in Frage kommt und er die wenigen Felldecken, die verkauft werden, von den Leipziger Firmen, die sich mit der Anfertigung der Guanakodecken befassen, fertig beziehen kann.

Offenbar waren die Kenntnisse jedoch nur in Vergessenheit geraten, 1899 schreibt ein schottischer Kürschner, dass die Felle inzwischen in Deutschland besser verarbeitet (manufactured) werden als von den Indios.
Das wellige Haarkleid wird in der Regel durch einen Bügelprozess gestrafft und glänzender gemacht. Ein Pelzveredler schreibt 1977 sogar: „Die Veredlung von Guanaco-Fellen ist völlig auf einen guten Haar-Finish mit Bügeln eingestellt. Felle, die nicht gebügelt werden, sind praktisch unverkäuflich“.
Im Jahr 1965 wurde der Fellverbrauch für eine für einen Guanakomantel (Guanaquito, Jungtierfell) ausreichende Felltafel mit 20 bis 26 Fellen angegeben (sogenanntes Mantel-„Body“), mit „sehr viel Abfall“. Zugrundegelegt wurde eine Tafel mit einer Länge von 112 Zentimetern und einer durchschnittlichen Breite von 150 Zentimetern und einem zusätzlichen Ärmelteil. Das entspricht etwa einem Fellmaterial für einen leicht ausgestellten Mantel der Konfektionsgröße 46 des Jahres 2014. Die Höchst- und Mindest-Fellzahlen können sich durch die unterschiedlichen Größen der Geschlechter der Tiere, die Altersstufen sowie deren Herkunft ergeben. Je nach Pelzart wirken sich die drei Faktoren unterschiedlich stark aus.
Früher war ein Guanakofell Bestandteil eines in Argentinien volkstümlichen Sattels, des Recados. Neben der Verarbeitung zu Decken, Pelzinnenfuttern und Besätzen werden in Zeiten, in denen die Mode Langhaarpelze begünstigt, Guanakofelle auch zu Konfektion, in der Regel zu sportlichen Jacken, verarbeitet.

## Zahlen, Fakten
- 1911 berichtet Brass von einem jährlichen Anfall von etwa 30.000 bis 40.000 Fellen.
- 1925 bietet der Rauchwarengroßhändler Jonni Wende an: Guanaco (Decken): Natur, 8 bis 12fellig verarbeitet, nach Größe 200 bis 450 Reichsmark.[16]
- 1926 Im Gegensatz zu noch wertvolleren Fellarten ist das Guanako wohl nur selten durch Veredelungen anderer Fellarten imitiert worden. 1926 kostete eine Guanakodecke durchschnittlicher Qualität etwa 700 Mark, eine Imitation aus Schaffell zirka 150 Mark.[17]
- 1979 bis 1983

|                 | 1979 | 1980 | 1981   | 1982   | 1983 |
| --------------- | ---- | ---- | ------ | ------ | ---- |
| Lama guanicoe   | 2844 | 2863 | 16.895 | 30.631 | 5001 |
| Vicugna vicugna | 75   | 0    | 0      | 0      | 0    |

## Vikunja, Vicunja, Vicuna
In einem Bericht eines deutschen Kürschners aus Bolivien des Jahres 1967 wird Vikuna, gesprochen Vicunja, als die schönste aller Lamaarten bezeichnet:
Das Fell des hauptsächlich in Peru und Bolivien vorkommenden Vikunjas ist rotgelb und beige. Es ist kleiner als das des Lamas, die Wolle ist kürzer und gekräuselter und auch viel seidiger. Wie vom Alpaka wurden beträchtliche Mengen Wolle ausgeführt und im Inland verkauft. Vikunja-Felldecken wurden in ganz verschiedener Art zusammengestellt und in großer Anzahl an Touristen verkauft. Es gab Decken aus dem Fell der Kleintiere, bei denen die Fell wie beim Guanako ineinander gearbeitet waren.
Die besten Felle sind die der „Cuellos“. Die langen Halsstücken wurden schönwirkend zusammengestellt, sind mittelrauch und daher für die Verarbeitung von Mützen, Kragen, Stolen, Decken, Jacken und Mäntel gut geeignet. Die nächste Qualität nennt man Lomo, was so viel wie Rückenteil bedeutet. Diese Qualität eignet sich vortrefflich für Bett- und Liegedecken. Die Klauen, „patites“ genannt, bilden die dritte Qualität. Diese eignet sich für die Anfertigung von Besätzen, Stolen und Jacken Sie sind in der Wirkung heller, weil die Klaue eine weiße Innenseite hat. Auch aus diesen Vikunjafellresten wurden Decken hergestellt, die wesentlich billiger als die erstgenannten Qualitäten waren.
Nach Angaben des Kürschners bereitete die Lederzubereitung in den 1960er Jahren noch erhebliche Probleme. Die Felle waren steif, auch zersetzte die verwendete Salzlösung im Lauf der Zeit die Nähfäden. Man war jedoch dabei, die Pelzzurichtung den modernen Möglichkeiten anzupassen. Neben Mänteln wurden auch Stolen, Jacken Mützen und Besätze in großer Zahl hergestellt. Für Mäntel und Jacken wurden hauptsächlich die Halsteile genommen, da die Rauche des Cuellos eine mittlere ist, die auch eine Längsverarbeitung gestattet. Als besonders leichtes und angenehm zu tragendes Innenfutter wurde das Material ausknöpfbar in Damen- und Herrenmäntel eingearbeitet. Durch die starke Dezimierung der Tiere war der Preis inzwischen um das Zehnfache angestiegen und es war bereits schwierig, in den Geschäften der Stadt La Paz schöne Decken zu bekommen.

## Literatur, Einzelnachweise

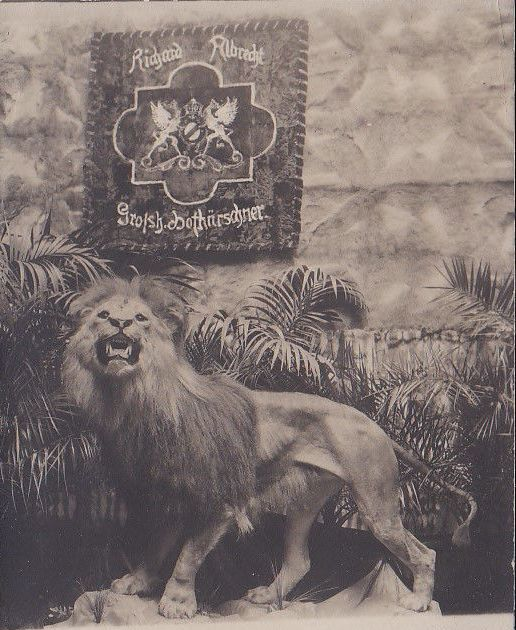
Ausgestopfter Löwe, Meisterstück eines Kürschners, als Rückwand eine Guanakodecke (1913)

## Anmerkung
1. ↑  Die angegebenen vergleichenden Werte (Koeffizienten) sind das Ergebnis vergleichender Prüfung durch Kürschner und Rauchwarenhändler in Bezug auf den Grad der offenbaren Abnutzung. Die Zahlen sind nicht eindeutig, zu den subjektiven Beobachtungen der Haltbarkeit in der Praxis kommen in jedem Einzelfall Beeinflussungen durch die Pelzzurichtung und die Pelzveredlung sowie zahlreiche weitere Faktoren hinzu. Eine genauere Angabe könnte nur auf wissenschaftlicher Grundlage ermittelt werden.

Die Einteilung erfolgte in Stufen von jeweils 10 Prozent. Die nach praktischer Erfahrung haltbarsten Fellarten wurden auf 100 Prozent gesetzt.